# 古賀優大
古賀 優大（こが ゆうだい、1998年8月7日 - ）は、福岡県柳川市出身のプロ野球選手（捕手）。右投右打。東京ヤクルトスワローズ所属。

## 経歴

### プロ入り前
柳川市立東宮永小学校1年生から「柳川城内ボーイズ」で軟式野球を始め、柳川市立柳城中学校では「ヤング友愛野球クラブ」に所属する。
明徳義塾高等学校では、1年生秋からレギュラーに定着し、2年生夏の第97回全国高等学校野球選手権大会、3年生春の第88回選抜高等学校野球大会、3年生夏の第98回全国高等学校野球選手権大会と3季連続の甲子園大会に出場を果たす。3年生の夏にはベスト4に貢献した。高校通算5本塁打。
2016年10月20日に行われたプロ野球ドラフト会議で、東京ヤクルトスワローズから5位指名を受け、11月18日に年俸500万円で契約を結んだ。背番号は57。

### ヤクルト時代
2017年、6月23日に一軍登録されたが試合に出場することなく6月26日に抹消された。二軍公式戦において62試合に出場し、1本塁打、21打点、打率.208の成績を残した。11月25日から台湾で開催されたアジアウインターベースボールリーグに、NPBイースタン選抜として出場した。
2018年、5月6日の広島東洋カープ戦で10回裏から途中出場、11回二死の打席で四球で出塁し、次打者・坂口智隆の二塁打でサヨナラの走者としてホームを踏んだ。また、5月15日の読売ジャイアンツ戦（鹿児島）では7戦目にして勝ちのないデーブ・ハフとバッテリーを組み、好リードで8回1失点、来日初勝利に導いた。
2019年、シーズン最終戦の9月28日の巨人戦（明治神宮）で山口俊から同点へと繋ぐバスターヒットを放つ。
2020年、オープン戦は打撃好調だったが、シーズンに入って37打席連続無安打を記録するなど苦しんだ。
2021年は開幕一軍を勝ち取り、7月3日の中日ドラゴンズ戦で4安打3打点の活躍を見せるなど自己最多の出場機会を得た。
2022年は37試合に出場。
2024年は開幕前に左膝半月板を損傷し、手術を受けた影響で、ルーキーイヤー以来となる一軍出場なしに終わった。オフに、背番号が2に変更された。

## 選手としての特徴・人物
守備面では、確実性のあるリードと堅実なキャッチング、二塁送球タイム1.78秒を記録した強肩に定評がある。
大相撲の琴奨菊関と同じ小学校、高校出身。
2020年12月25日に一般女性と結婚し、翌春に長男が誕生した。

## 詳細情報

### 年度別打撃成績
| 年 度     | 球 団     | 試 合 | 打 席 | 打 数 | 得 点 | 安 打 | 二 塁 打 | 三 塁 打 | 本 塁 打 | 塁 打 | 打 点 | 盗 塁 | 盗 塁 死 | 犠 打 | 犠 飛 | 四 球 | 敬 遠 | 死 球 | 三 振 | 併 殺 打 | 打 率 | 出 塁 率 | 長 打 率 | O P S |
| --------- | --------- | ----- | ----- | ----- | ----- | ----- | -------- | -------- | -------- | ----- | ----- | ----- | -------- | ----- | ----- | ----- | ----- | ----- | ----- | -------- | ----- | -------- | -------- | ----- |
| 2018      | ヤクルト  | 7     | 15    | 13    | 1     | 1     | 0        | 0        | 0        | 1     | 1     | 0     | 0        | 1     | 0     | 1     | 0     | 0     | 2     | 1        | .077  | .143     | .077     | .220  |
| 2019      | ヤクルト  | 11    | 17    | 15    | 1     | 3     | 0        | 0        | 0        | 3     | 0     | 0     | 0        | 1     | 0     | 1     | 0     | 0     | 2     | 0        | .200  | .250     | .200     | .450  |
| 2020      | ヤクルト  | 27    | 46    | 42    | 0     | 2     | 0        | 0        | 0        | 2     | 1     | 0     | 0        | 1     | 1     | 0     | 0     | 2     | 4     | 4        | .048  | .089     | .048     | .137  |
| 2021      | ヤクルト  | 54    | 125   | 116   | 12    | 26    | 2        | 0        | 0        | 28    | 7     | 0     | 0        | 4     | 0     | 4     | 1     | 1     | 16    | 1        | .224  | .256     | .241     | .498  |
| 2022      | ヤクルト  | 37    | 77    | 71    | 2     | 13    | 3        | 0        | 0        | 16    | 4     | 0     | 0        | 2     | 2     | 2     | 1     | 0     | 11    | 3        | .183  | .200     | .225     | .425  |
| 2023      | ヤクルト  | 38    | 80    | 68    | 10    | 20    | 1        | 0        | 1        | 24    | 2     | 0     | 0        | 3     | 0     | 8     | 1     | 1     | 6     | 2        | .294  | .377     | .353     | .730  |
| 通算：6年 | 通算：6年 | 174   | 360   | 325   | 26    | 65    | 6        | 0        | 1        | 74    | 15    | 0     | 0        | 12    | 3     | 16    | 3     | 4     | 41    | 11       | .200  | .244     | .228     | .472  |

- 2024年度シーズン終了時

### 年度別守備成績
| 年 度 | 球 団    | 捕手  | 捕手  | 捕手  | 捕手  | 捕手  | 捕手     | 捕手  | 捕手     | 捕手     | 捕手     | 捕手     |
| 年 度 | 球 団    | 試 合 | 刺 殺 | 補 殺 | 失 策 | 併 殺 | 守 備 率 | 捕 逸 | 企 図 数 | 許 盗 塁 | 盗 塁 刺 | 阻 止 率 |
| ----- | -------- | ----- | ----- | ----- | ----- | ----- | -------- | ----- | -------- | -------- | -------- | -------- |
| 2018  | ヤクルト | 7     | 29    | 3     | 0     | 0     | 1.000    | 2     | 2        | 1        | 1        | .500     |
| 2019  | ヤクルト | 9     | 38    | 2     | 0     | 0     | 1.000    | 0     | 5        | 5        | 0        | .000     |
| 2020  | ヤクルト | 25    | 100   | 13    | 0     | 0     | 1.000    | 3     | 7        | 5        | 2        | .286     |
| 2021  | ヤクルト | 44    | 266   | 33    | 1     | 5     | .997     | 2     | 21       | 17       | 4        | .190     |
| 2022  | ヤクルト | 34    | 167   | 18    | 0     | 3     | 1.000    | 2     | 13       | 8        | 5        | .385     |
| 2023  | ヤクルト | 36    | 159   | 21    | 2     | 2     | .989     | 3     | 16       | 10       | 6        | .375     |
| 通算  | 通算     | 155   | 759   | 90    | 3     | 10    | .996     | 12    | 64       | 46       | 18       | .281     |

- 2024年度シーズン終了時[注 1]

### 記録
初記録
- 初出場・初先発出場：2018年5月2日、対中日ドラゴンズ5回戦（明治神宮野球場）、8番・捕手で先発出場
- 初打席：同上、2回裏に笠原祥太郎から一直
- 初安打：同上、4回裏に笠原祥太郎から中前安打
- 初打点：2018年5月9日、対中日ドラゴンズ8回戦（金沢市民野球場）、2回表に吉見一起から一前スクイズ犠打
- 初本塁打：2023年7月28日、対横浜DeNAベイスターズ13回戦（明治神宮野球場）、2回裏に東克樹から中越ソロ[16]
- 初盗塁：2025年6月15日、対千葉ロッテマリーンズ3回戦（ZOZOマリンスタジアム）、2回表に二盗（投手：オースティン・ボス、捕手：寺地隆成）

### 背番号
- 57（2017年 - 2024年）
- 2（2025年 - ）

### 登場曲
- 「道」GReeeeN（2017年 - 2019年）
- 「できっこないを やらなくちゃ」サンボマスター（2020年 - ）